# استخوان‌ها (مجموعه تلویزیونی)
استخوان‌ها یا بونز (به انگلیسی: Bones) مجموعه تلویزیونی جنایی کمدی-درام آمریکایی است که از ۱۳ سپتامبر ۲۰۰۵ در شبکه فاکس در آمریکا پخش می‌شود. این مجموعه در مورد انسان‌شناسی قانونی و باستان‌شناسی قانونی است و در هر قسمت به یک پرونده جنایی اف‌بی‌آی دربارهٔ باقی‌ماندۀ استخوان‌هایی می‌پردازد که توسط مأمور ویژه اف‌بی‌آی سیلی بوث (دیوید بورناز) برای انسان‌شناس قانونی دکتر تمپرناس «بونز» برنان (امیلی دشانل) و تیمش آورده شده‌است.
سریال براساس زندگی و نوشته‌های رمان‌نویس و انسان‌شناس قانونی کتی رایکس است که خودش یکی از تهیه‌کنندگان سریال است. شخصیت اصلی رمان‌های کتی رایکس دکتر تمپراس برنان است. این سریال توسط هارت هانسون ساخته شده؛ و طولانی‌ترین (از نظر فصل و قسمت) سریال یک ساعته شبکه فاکس تاکنون است؛ و حاصل همکاری تلویزیون فاکس قرن بیستم، سرگرمی جوزفسون, فارفیلد است.
فصل ۱۲ و پایانی این سریال هم با ۱۲ قسمت به پایان رسید. چند فصل از این سریال با زیرنویس فارسی از کانال فارسی ۱ پخش شد.

## بازیگران
- دیوید بورناز
- امیلی دشانل
- میکلا کونلین
- تی. جی تاین
- اریک میلگان
- جاناتان آدامز
- تامارا تیلور
- جان فرانسیس دیلی
- جان بوید